# النقد الذاتي (كتاب)
النقد الذاتي هو كتاب في الفكر والسياسة للزعيم علال الفاسي كتبه سنة 1949 وصدر سنة 1952 عن المطبعة العالمية في طبعته الأولى بالقاهرة.، وطبع أيضا في بيروت، عن دار الكتاب سنة 1959، كما طبعته مطبعة الرسالة سنة 1979، عدد الصفحات: 452. يتصدره بتحديد هدفه من الكتاب: "لا أقصد من هذا الكتاب الذي أضعه اليوم بين يدي القراء غير تنبيه الرأي العام المغربي وخاصة النخبة العاملة لضرورة النظر والحوار، وتحديد المثل العليا، واختيار أحسن السبل للوصول إليها، مع امتحان الضمير في كل المراحل، ومخاسبة النفس على أغلاطها"

## ملخص الكتاب
كتاب "النقد الذاتي" هو دعوة فكرية لإصلاح الواقع الإسلامي من الداخل. ركّز فيه الكاتب على نقد العقلية التقليدية ودعا إلى إعمال الفكر والانفتاح على المعرفة. يخاطب بشكل خاص فئة الشباب، مطالباً إياهم بالخروج من دائرة التقليد والانجرار نحو التجديد الواعي. يطرح مفهوم "الأرستقراطية الفكرية" كوسيلة لصناعة وعي مستقل. يشير إلى أزمة التيه والشرود الفكري والديني لدى الشباب، ويرى أنها نتيجة غياب التربية العقلية السليمة. يدعو إلى مراجعة المناهج التربوية والدينية، وإشراك المتأثرين فيها لإيجاد حلول واقعية. ينتقد الإسقاط غير الواعي للأفكار الغربية على الواقع الإسلامي، مؤكداً ضرورة احترام الخصوصيات الثقافية والدينية. يربط بين النهضة وإرشاد التفكير، لا مجرد إطلاقه. الكتاب يجمع بين الفكر والدين والسياسة في مشروع إصلاحي واضح. ويتضمن الكتاب نظرية علال الفاسي السياسية التي تقوم على مبدأ العدل والعدالة الاجتماعية وهي ما يعبر عنه في أدبياته بـ”التعادلية”. كنا اعتبر علال الفاسي مقصد الحرية أحد المحاور المركزية في مقاصد الشريعة. يستمد هذا الطرح أهميته من الرؤية المقاصدية العميقة التي اعتمدها الفاسي في تناوله للحقوق الإنسانية بوجه عام، وفي مقدمتها حق الحرية. ويُعدّ الفاسي من الرواد البارزين في تأصيل هذا المفهوم، سواء من الناحية العقدية أو من الناحية العملية. فحسب رأيه حق وواجب الحرية  يفتح الطريق لولوج التحرر ويقطع كل طريق لممارسة التحكم والاستعباد.

## قيمة الكتاب
تتمثل قيمة كتاب "النقد الذاتي" في كونه مشروعًا فكريًا إصلاحيًا متكاملاً، يسعى إلى إيقاظ الوعي الفردي والجماعي داخل المجتمعات الإسلامية، من خلال نقد الذات وتحرير العقل من التقليد. تكمن أهميته في توقيته التاريخي، إذ صدر في مرحلة حاسمة من نضال المغرب والعالم العربي، فكان بمثابة صرخة تنبيه إلى خطورة الجمود الفكري والديني، ودعوة إلى بناء نهضة تقوم على المعرفة، والعقلانية، والانسجام مع الهوية الإسلامية. كما يُعد مرجعًا تربويًا وفكريًا موجهًا للشباب، يحثهم على تحمل مسؤولية التغيير عبر الفكر والنقد الذاتي. اكتسب الكتاب شهرته وقيمته منذ ظهوره أول مرة سنة 1952 بالقاهرة، نظرا لحاجة العرب الملحة أنداك، كما اليوم، إلى إعادة التمحيص في بعض الأمور الجوهرية والمتعلقة أساسا بأفكار أفراد المجتمعات الإسلامية

## اقتباس
"إن حاضرنا العلمي أفقر من أن يسد حاجة شبابنا، وحاضرنا الفكري أضعف من أن يواجه الأفكار المتعددة أمام عين الطالب النشيط" ص. 94
"الحرية لا يصح أن تكون فوضى، وإنما هي التزام مسؤول، يقوم على الوعي والمعرفة."ص. 47
"إن النهضة لا تكون بتقليد الغرب، وإنما بإحياء مقوماتنا الذاتية وتطويرها بروح العصر." ص. 122
"إن الدين لا يناقض العلم، بل يدعو إليه ويحث على التفكير والتأمل." ص. 33
"الجمود على ما كان عليه الآباء والأجداد هو الذي أضعف الأمة، وهو ما حذر منه القرآن." ص. 39
"نحن لا نريد نهضة تُفرض من فوق، بل نريدها نابعة من إرادة الشعب، وفهمه لذاته." ص. 76

"إذا أردت إنهاض شعب، فعلّمه كيف يفكر." (نقلاً عن فولتير) ص. 119